# ام‌اس امپراتریس آو د سیز
ام‌اس امپراتریس آو د سیز (به انگلیسی: MS Empress of the Seas) به معنی امپراتریس دریاها یک کشتی است که طول آن ۲۱۰٫۸۱ متر (۶۹۱٫۶۳ فوت) می‌باشد. این کشتی در سال ۱۹۸۹ ساخته شد.